# Zoophthorus bridgmani
Zoophthorus bridgmani är en stekelart som först beskrevs av Otto Schmiedeknecht 1897.  Zoophthorus bridgmani ingår i släktet Zoophthorus och familjen brokparasitsteklar. Inga underarter finns listade i Catalogue of Life.